# Bad Tennstedt
Bad Tennstedt é uma cidade da Alemanha localizada no distrito de Unstrut-Hainich, estado da Turíngia.
A cidade de Bad Tennstedt é membro e sede do Verwaltungsgemeinschaft de Bad Tennstedt.